# Gagnac-sur-Garonne
Gagnac-sur-Garonne település Franciaországban, Haute-Garonne megyében. Lakosainak száma 3223 fő (2022. január 1.). Gagnac-sur-Garonne Saint-Jory, Fenouillet, Lespinasse, Merville és Seilh községekkel határos.

## Népesség
A település népességének változása:
| Lakosok száma | 557  | 1015 | 1324 | 2540 | 2927 | 2959 | 3110 | 3130 | 3161 | 3223 |
|               | 1968 | 1982 | 1990 | 2006 | 2013 | 2015 | 2017 | 2019 | 2020 | 2022 |